# Pfarrkreuz in Burk

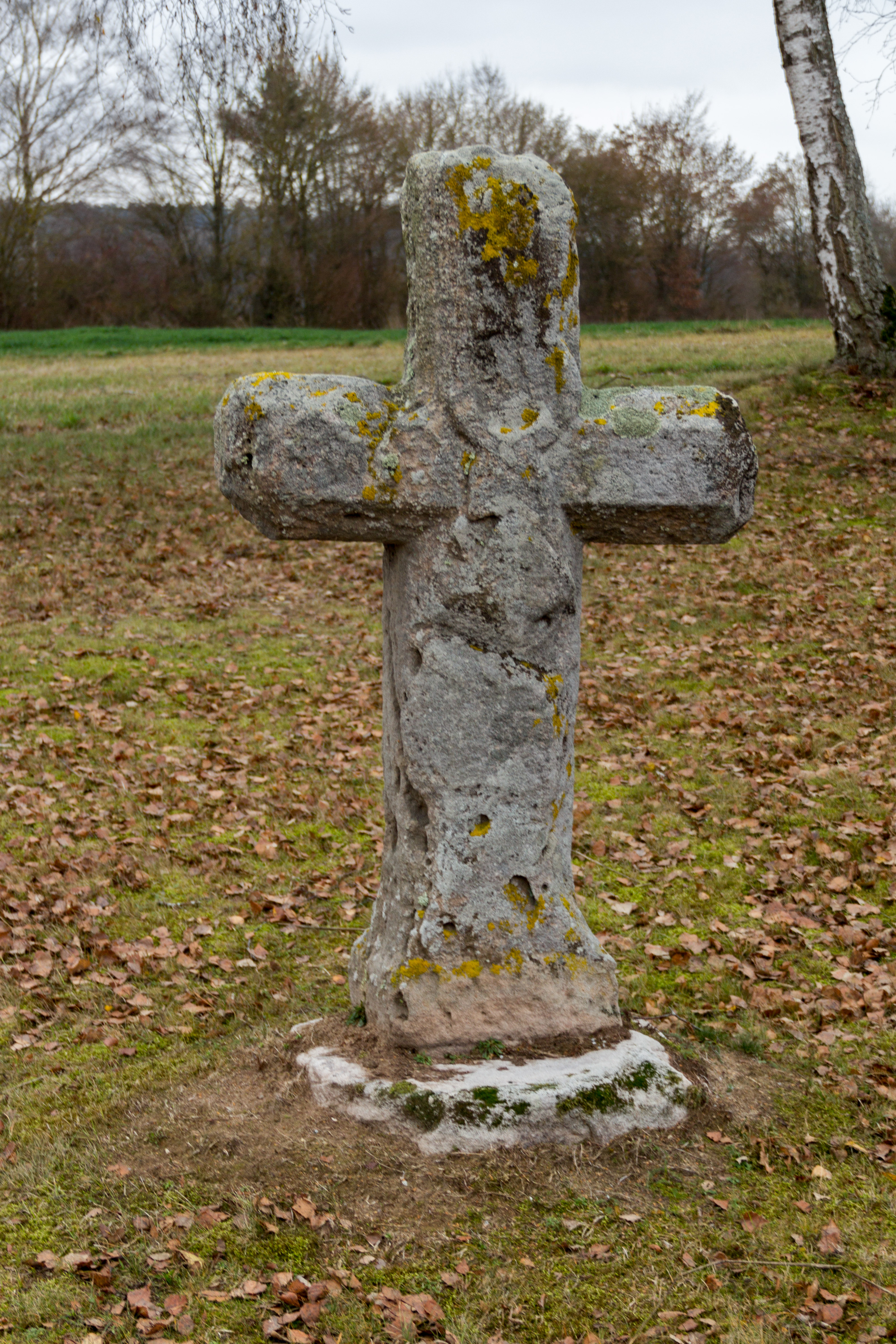
Pfarrkreuz in Burk

Das Pfarrkreuz in Burk ist ein historisches Steinkreuz in der mittelfränkischen Gemeinde Burk im Landkreis Ansbach in Bayern. Es wird lokal auch Steinschräuflein genannt.

## Lage
Das Steinkreuz befindet sich am südlichen Ortsausgang von Burk in der Dinkelsbühler Straße (=Staatsstraße 2220).

## Beschreibung

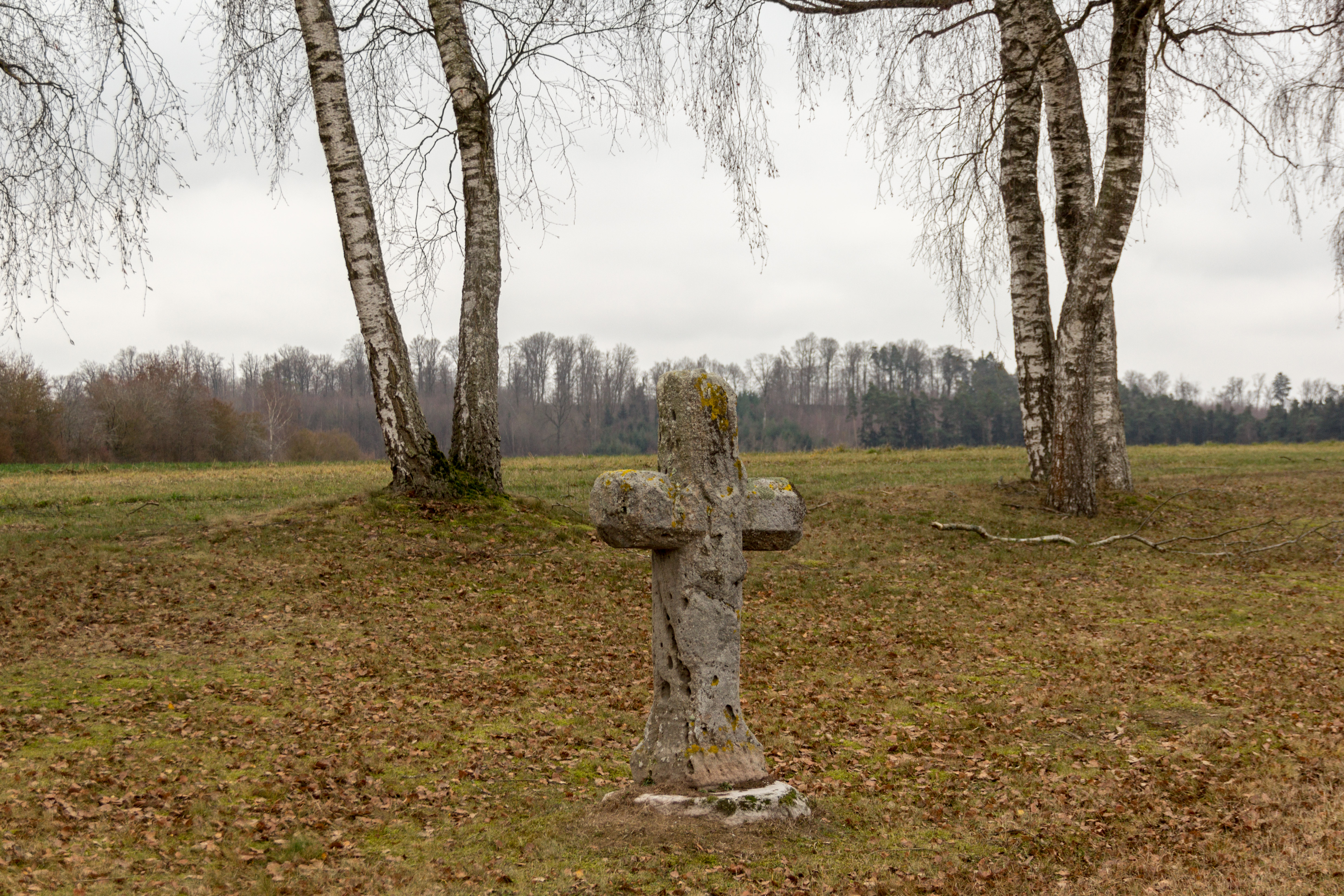
Sicht auf den Standort

Bei dem Kreuz handelt es sich um ein sogenanntes Sühnekreuz. Das schlanke Sandsteinkreuz hat die Form eines Lateinisches Kreuzes und ist etwa 135 cm × 86 cm × 25 cm groß. Es steht in einer Grünfläche auf einem Steinsockel. Das Kreuz ist gut erhalten, hat verwitterungsbedingte Vertiefungen (sogenannte Bröckellöcher) und ist leicht bemoost (Stand Dezember 2018). Die Kanten der Arme sind abgeschrägt. Im Kreuzungsfeld befindet sich ein schwer deutbares Relief. Das im 16. Jahrhundert entstandene Steinkreuz ist vom Bayerischen Landesamt für Denkmalpflege als Baudenkmal (D-5-71-128-4) ausgewiesen.
Der Überlieferung nach verstarb der letzte römisch-katholische Ortspfarrer Hieronymus Güttinger 1552 nach Misshandlungen durch Soldaten. Am Ort der Tat erinnert das aufgestellte Steinkreuz.